# De draak van Drakenstein
De draak van Drakenstein is het 29ste stripverhaal van Samson en Gert. De reeks werd getekend door striptekenaarsduo Wim Swerts en Jean-Pol. Danny Verbiest, Gert Verhulst en Hans Bourlon namen de scenario's voor hun rekening. De strips werden uitgegeven door Studio 100. Het stripalbum verscheen in 2002.

## Personages
In dit verhaal spelen de volgende personages mee:
- Samson
- Gert
- Alberto Vermicelli
- Burgemeester Modest
- Octaaf De Bolle
- Van Leemhuyzen
- Frieda Kroket
- Marlèneke
- Basiel

## Verhalen
Het album bevat de volgende drie verhalen:
1. De draak van Drakenstein
2. De lijfwacht
3. De verjaardag van Gert

## Trivia
- Dit is de laatste strip met de oude omslag.
- De strip De lijfwacht is een variant op de aflevering Ward de bodyguard uit 2002.
- De strip De lijfwacht werd een vervolgstrip in de Plopsa krant.